# DW Stadium
El DW Stadium es el estadio del equipo de fútbol (Wigan Athletic) y del equipo de rugby 13 (Wigan Warriors) de la ciudad de Wigan en el noroeste de Inglaterra. Inaugurado en agosto de 1999. El estadio fue renombrado después que su principal patrocinador, JJB Sports que su presidente David Whelan es propietario también del Wigan Athletic., tiene un aforo de 25 138 espectadores.
Tiene una capacidad para 25 000 espectadores, aunque la mayor entrada data de 2008 con 25 133 espectadores que acudieron al encuentro entre el Wigan Athletic y el Manchester United en encuentro de la  Premier League 2007/08